# Franz Schindler (Basketballspieler)
Franz Schindler (* 1963) ist ein deutscher Bohemist, Slavist und ehemaliger Basketballspieler, der für den TV Langen in der Bundesliga auf dem Feld stand und Junioren-Nationalspieler war.

## Laufbahn

### Basketball
Schindler schaffte im Juni 1981 mit dem TV 1862 Langen in einer Aufstiegsrunde den Sprung in die Basketball-Bundesliga und gehörte in der Saison 1981/82 zum Kader in Langens erstem Erstliga-Jahr.
Im Sommer 1982 nahm Schindler mit der bundesdeutschen Juniorennationalmannschaft an der Europameisterschaft in Bulgarien teil, ein Jahr später spielte er dann auch bei der Junioren-Weltmeisterschaft für Deutschland.
Nach dem Bundesliga-Abstieg 1982 stand er für Langen in der 2. Basketball-Bundesliga auf dem Feld. 1985 gelang die Rückkehr in die Bundesliga. 1987 zog sich Schindler aus dem Bundesliga-Aufgebot zurück, um sich seinem Studium zu widmen.

### Slavistik
Franz Schindler ist wissenschaftlicher Mitarbeiter für Slawische Philologie an der Justus-Liebig-Universität Gießen.